# Campionati mondiali di bob 1974
I Campionati mondiali di bob 1974, trentesima edizione della manifestazione organizzata dalla Federazione Internazionale di Bob e Skeleton, si sono disputati dal 19 al 27 gennaio 1974 a Sankt Moritz, in Svizzera sulla pista Olympia Bobrun St. Moritz–Celerina, il tracciato naturale sul quale si svolsero le competizioni del bob e dello skeleton ai Giochi di Sankt Moritz 1928 e di Sankt Moritz 1948 e le rassegne iridate maschili del 1931, del 1935, del 1937 (limitatamente al bob a quattro), del 1938 e del 1939 (solo bob a due), del 1947, del 1955, del 1957, del 1959, del 1965 e del 1970 per entrambe le specialità maschili. La località elvetica ha ospitato quindi le competizioni iridate per la decima volta nel bob a quattro e per la nona nel bob a due uomini.
L'edizione ha visto dominare la Germania Ovest che si aggiudicò entrambe le medaglie d'oro e una d'argento sulle sei disponibili in totale, lasciando alla Svizzera un argento e un bronzo e all'Austria un bronzo. I titoli sono stati infatti conquistati nel bob a due uomini da Wolfgang Zimmerer e Peter Utzschneider e nel bob a quattro dagli stessi Zimmerer e Utzschneider con i compagni Albert Wurzer e Manfred Schumann.

## Risultati

### Bob a due uomini
La gara si è disputata il 19 e il 20 gennaio 1974 nell'arco di quattro manches.
| Pos. | Atleti                               | Nazione           | Tempo   | Distacco |
| ---- | ------------------------------------ | ----------------- | ------- | -------- |
|      | Wolfgang Zimmerer Peter Utzschneider | Germania Ovest I  | 5:10.25 |          |
|      | Georg Heibl Fritz Ohlwärter          | Germania Ovest II | 5:12.60 | +2.35    |
|      | Fritz Lüdi Karl Häseli               | Svizzera I        | 5:13.69 | +3.44    |
| 4    | Erich Schärer Werner Camichel        | Svizzera II       | 5:13.82 | +3.57    |
| 4    | Werner Delle Karth Fritz Sperling    | Austria I         | 5:13.82 | +3.57    |
| 6    | Herbert Gruber Johann Schüssling     | Austria II        | 5:14.35 | +4.10    |
| 7    | Giorgio Alverà Franco Perruquet      | Italia II         | 5:14.90 | +4.65    |
| 8    | Nevio De Zordo Gianni Bonichon       | Italia I          | 5:15.06 | +4.81    |

### Bob a quattro
La gara si è disputata il 26 e il 27 gennaio 1974 nell'arco di quattro manches.
| Pos. | Atleti                                                              | Nazione           | Tempo   | Distacco |
| ---- | ------------------------------------------------------------------- | ----------------- | ------- | -------- |
|      | Wolfgang Zimmerer Albert Wurzer Peter Utzschneider Manfred Schumann | Germania Ovest I  | 4:49.72 |          |
|      | Hans Candrian Guido Casty Yves Marchand Gaudenz Beeli               | Svizzera II       | 4:50.12 | +0.40    |
|      | Werner Delle Karth Hans Eichinger Walter Delle Karth Fritz Sperling | Austria I         | 4:51.71 | +1.99    |
| 4    | Giorgio Alverà Mario Armano Franco Balza Franco Perruquet           | Italia II         | 4:52.00 | +2.28    |
| 5    | Horst Floth Walter Gillik Donat Ertel Günther Nickel                | Germania Ovest II | 4:52.55 | +2.83    |
| 6    | René Stadler Werner Camichel Erich Schärer Peter Schärer            | Svizzera I        | 4:53.17 | +3.45    |

## Medagliere
| Posizione | Nazione        | Oro | Argento | Bronzo | Totale |
| --------- | -------------- | --- | ------- | ------ | ------ |
| 1         | Germania Ovest | 2   | 1       | 0      | 3      |
| 2         | Svizzera       | 0   | 1       | 1      | 2      |
| 3         | Austria        | 0   | 0       | 1      | 1      |
| Totale    | Totale         | 2   | 2       | 2      | 6      |